# 김인식 (1954년)
김인식(金仁植, 1954년 12월 21일 ~ , 경남 진주)은 대한민국의 공무원이다.

## 학력
- 1974년 : 진주고등학교 졸업
- 1982년 : 경상대학교 축산학 학사

## 경력
- 1992~2002: 전국농민단체협의회 사무총장
- 2003.01: 제16대 대통령직인수위원회 경제2분과 전문위원
- 2003: 농어촌·농어버특별대책위원회 상임위원
- 2003.07: 대통령비서실 농어촌대책 태스크포스팀장
- 2003.09~2006.01: 대통령비서실 농어촌비서관
- 2006.02~2008.03: 농촌진흥청장
- 2009.09~2012.08: 경상대학교 객원교수
- 2013.02~2019.03: 경상대학교 산학협력중점교수
- 2016.07~2017.09: 제12대 한국수확후관리협회 회장
- 2017.09~2019.02: 제12대 한국농식품유통품질관리협회 회장
- 2019.03~2022.03: 제10대 한국농어촌공사 사장

| 전임 손정수 | 제20대 농촌진흥청장 2006년 1월 31일 ~ 2008년 3월 7일 | 후임 이수화 |